# نينا بي. وارد
نينا بي. وارد (بالإنجليزية: Nina B. Ward) هي رسامة أمريكية، ولدت في 23 يناير 1885، وتوفيت في 1944.